# Ecclitica
Ecclitica is een geslacht van vlinders van de familie bladrollers (Tortricidae), uit de onderfamilie Tortricinae.

## Soorten
- E. hemiclista (Meyrick, 1905)
- E. incendiaria Meyrick, 1923